# Guangji-Brücke

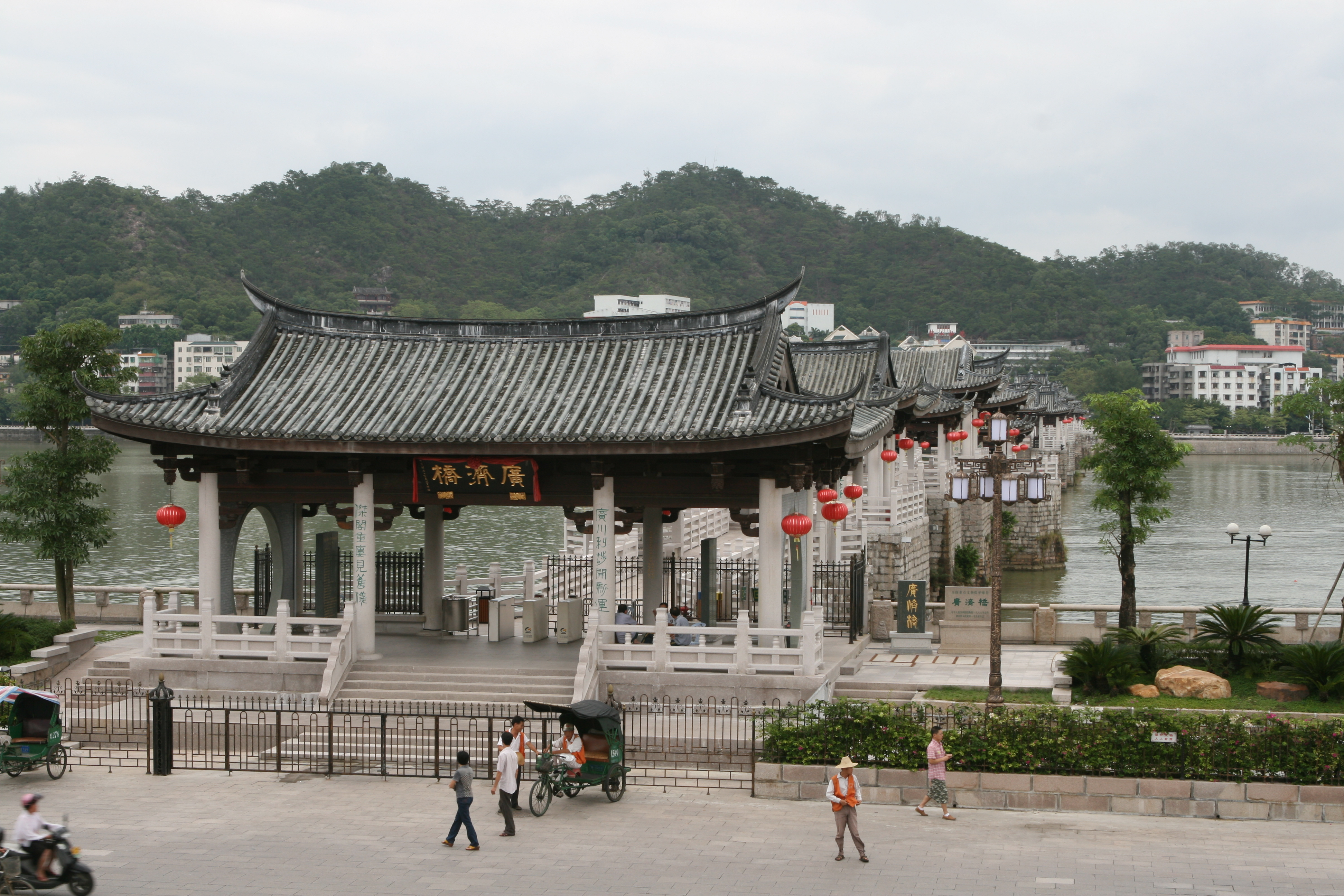
Guangji-Brücke

Die Guangji-Brücke (chinesisch 廣濟橋 / 广济桥, Pinyin Guǎngjì Qiáo, englisch Guangji Bridge), die auch unter dem Namen Xiangzi-Brücke (chinesisch 湘子橋 / 湘子桥, Pinyin Xiāngzǐ Qiáo, englisch Xiangzi Bridge) bekannt ist, befindet sich im Osten der Stadt Chaozhou, im Osten der südchinesischen Provinz Guangdong. 
Die Guangji-Brücke ist eine der berühmten vier  alten Brücken Chinas (中国四大古桥; Pinyin: Zhōngguó sìdà gǔqiáo). Sie überbrückt seit über 800 Jahren mit einer Länge von 518 Metern den Fluss Han Jiang. Sie war die erste sich öffnende Brücke der Welt, bei der ein Teil der Flussquerung (der den Schiffsverkehr freigebende Abschnitt) als Pontonbrücke ausgelegt war. Ihr Bau wurde im Jahr 1170 in der Südlichen Song-Dynastie nach einer Bauzeit von über 50 Jahren abgeschlossen.
Die Brücke steht seit 1988 auf der Liste der Denkmäler der Volksrepublik China (3-69), neuere Sanierungsarbeiten wurden 2007 abgeschlossen.
Einem alten Spruch zufolge war man nicht in Chaozhou, wenn man die Brücke nicht gesehen hat.
“到潮不到桥，枉向潮州走一遭.” (Pinyin: Dào Cháo bù dào qiáo, wǎng xiàng Cháozhōu zǒu yī zāo.)